# Partido judicial de Torremolinos
El partido judicial de Torremolinos es el partido judicial n.º 12 de la provincia de  Málaga, y uno de los 85 partidos judiciales en los que se divide la comunidad autónoma de Andalucía. Fue creado con municipios anteriormente adscritos al partido judicial de Málaga y el partido judicial de Marbella. Comprende los municipios de Benalmádena y Torremolinos, ambos situados en la provincia de Málaga. La cabeza de partido y por tanto sede de las instituciones judiciales es Torremolinos.  Cuenta con un Juzgado Decano y cinco juzgados de Primera Instancia y cinco juzgados de Instrucción.